# Maynor Suazo
Maynor René Suazo Antunez (10 de agosto de 1979) é um ex-futebolista profissional hondurenho que atuava como meia-atacante.

## Carreira
Maynor Suazo fez parte do elenco da Seleção Hondurenha de Futebol nas Olimpíadas de 2000.